# Arnold Beck
Arnold „Noldi“ Beck (* 15. Januar 1949 in Triesenberg; † 10. Juli 2014) war ein liechtensteinischer Skirennläufer.

## Biografie
Beck startete bei den Olympischen Winterspielen in Grenoble im Abfahrtsrennen, schied dabei allerdings aus. Später gehörte er dem Betreuerteam um die erste Olympiasiegerin Liechtensteins Hanni Wenzel an.
2001 eröffnete Beck das Liechtensteiner Ski- und Wintersportmuseum in Vaduz. Ein Gutachten schätzte den Wert der insgesamt rund 15.000 Skier auf 1,2 Millionen Schweizer Franken.